# Dvouletá rostlina

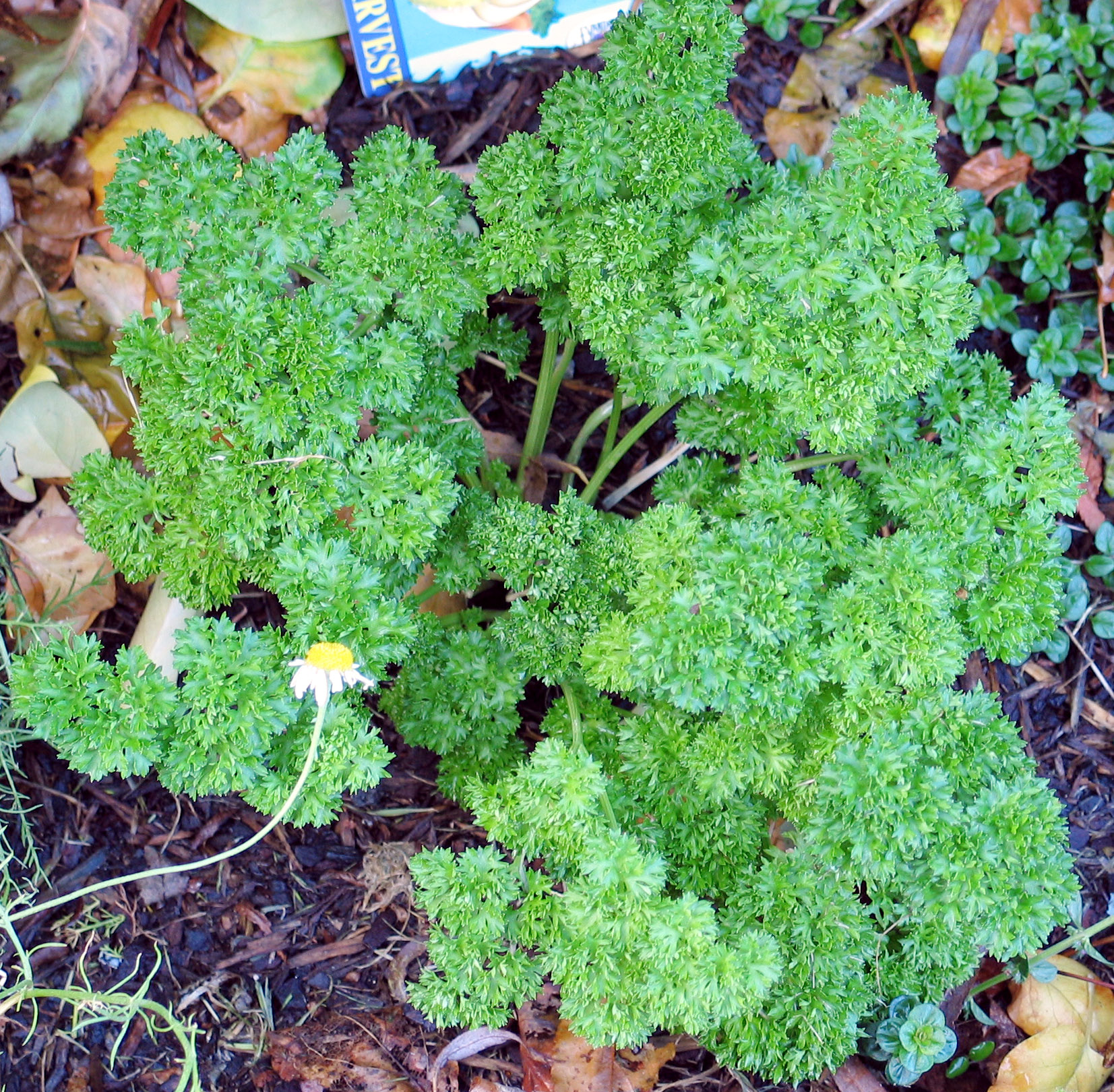
příkladem dvouletky může být např. petržel

Dvouleté rostliny, zkráceně též dvouletky (bieny), jsou rostliny, které žijí dva roky: první jaro vyklíčí a vytvoří vegetativní orgány. Na druhý rok (stimulace růstového vrcholu obvykle mrazem) pak vyprodukují semena a uhynou - patří tedy do tzv. monokarpických (jednou plodících) rostlin. Dvouletost je často nejednoznačná, plodí až po načerpání dostatečných zásob, například mrkev obvykle plodí druhý rok, ale na méně příznivém stanovišti by jí to trvalo déle.
Velmi typicky si rostliny v prvním roce vytvářejí přízemní růžici listů. Před zimou prvního roku „zatáhnou“ aneb uloží si zásobní látky z nadzemní části do podzemního zásobního orgánu (kořen, oddenek, hlíza ...). Na jaře následujícího roku tyto látky využijí k rychlé mobilizaci, díky níž mohou předstihnout v růstu konkurenční druhy, získat tak výhodu v soutěži o zdroje a vytvořit vyšší kvetoucí nať.

## Někteří zástupci
- hořeček nahořklý (Gentianella amarella) - hořečky jsou jedny z mála striktně dvouletých rostlin
- mrkev obecná (Daucus carota).
- náprstník (Digitalis)
- petržel (Petroselinum)
- kejklířka velkokvětá (Cheiranthus cheirii)
- měsíčnice roční (Lunaria annua)
- fiala letní (Mathiola incana)
- řepa cukrová (Beta vulgaris var. altissima)
- locika salátová (Lactuca sativa) - může být i jednoletá
- hadinec obecný (Echium vulgare)
- užanka lékařská (Cynoglossum officinale)
- divizna velkokvětá (Verbascum densiflorum)
- pšenice setá (Triticum aestivum)
- Jako dvouletý bývá pěstován také ozimý ječmen.

## Srovnání
- Jednoleté rostliny vyrostou, vyprodukují semena a uhynou v průběhu jednoho roku. Typickým představitelem je slunečnice roční (Helianthus annuus).
- Víceleté rostliny žijí více než dva roky. Semena vyprodukují poslední rok, a pak zahynou (agáve, andělika). Víceleté, dvouleté i jednoleté rostliny plodí jen jednou, jsou tedy monokarpické.
- Vytrvalé rostliny žijí velice dlouho, desítky až stovky let, přičemž od určitého okamžiku začínají produkovat semena, obvykle každým rokem, jsou tedy polykarpické. Příkladem může být dub letní (Quercus robur).